# Comitatul Maramureș
Comitatul Maramureș, cunoscut și ca Varmeghia Maramureșului (în maghiară Máramaros vármegye, în germană Komitat Maramuresch, în latină Comitatus Maramarosiensis), a fost o unitate administrativă a Regatului Ungariei, care a funcționat în perioada 1876–1920. Capitala comitatului a fost orașul Sighet (în maghiară Máramarossziget, în germană Maramureschsigeth), azi Sighetu Marmației.

## Geografie
Comitatul Maramureș se învecina la nord-vest cu Comitatul Bereg, la vest cu comitatele Ugocea (Ugocsa) și Sătmar (Szatmár) și la sud cu comitatele Solnoc-Dăbâca (Szolnok-Doboka) și Bistrița-Năsăud (Beszterce-Naszód). În părțile de nord-est și de est, acest comitat forma granița între Regatul Ungariei și Regatul Galiției și Lodomeriei (ținut aparținând în acea vreme coroanei Austriei, în prezent împărțit între Polonia și Ucraina), iar în partea de sud-est forma granița între Regatul Ungariei și Ducatul Bucovinei (ținut care aparținea tot de coroana Austriei, în prezent împărțit între România și Ucraina).
Comitatul Maramureș era situat în Munții Carpați și pe ambele maluri ale râului Tisa (Tisza). Suprafața comitatului în 1910 era de 9.716 km², incluzând suprafețele de apă.

## Istorie
Comitatul Maramureș a fost înființat în anul 1876, când structura administrativă a Regatului Ungariei a fost schimbată. În 1920, prin Tratatul de la Trianon, teritoriul comitatului Maramureș a fost împărțit între România și Cehoslovacia. Partea de nord a teritoriului său a intrat în componența noului stat Cehoslovacia, iar partea de sud (incluzând Sighetul) a revenit României.
În timpul celui de-al Doilea Război Mondial, partea cehoslovacă a fost ocupată de Ungaria prin Primul arbitraj de la Viena (1938). Comitatul Maramureș a fost reînființat cu capitala la Hust. În perioada 1940-1944, partea românească a fostului comitat a fost ocupată și ea de Ungaria, în urma Dictatului de la Viena. Astfel, întregul teritoriu al vechiului comitat a ajuns din nou sub stăpânire ungurească.
După război, fosta parte cehoslovacă a comitatului a fost inclusă în Regiunea Transcarpatia a RSS Ucrainene (din cadrul URSS-ului). După destrămarea Uniunii Sovietice în 1991, acest teritoriu a devenit parte componentă a Ucrainei.
Partea de sud a comitatului este, în prezent, parte a județului Maramureș al României.

## Demografie
În 1910, populația comitatului era de 357.535 locuitori, dintre care:
- Ruteni -- 159.489 (44,60%)
- Români -- 84.510 (23,63%)
- Germani -- 59.552 (16,65%)
- Maghiari -- 52.964 (14,81%)

## Subdiviziuni
La începutul secolului al XX-lea, subdiviziunile comitatului Maramureș erau următoarele:
| Districte (járás)                          | Districte (járás)              |
| District                                   | Capitală                       |
| ------------------------------------------ | ------------------------------ |
| Dolha                                      | Dolha --- Dolha                |
| Huszt                                      | Huszt --- Hust                 |
| Izavölgy                                   | Dragomérfalva --- Dragomirești |
| Ökörmező                                   | Ökörmező --- Boureni           |
| Sugatag                                    | Aknasugatag --- Ocna Șugatag   |
| Sziget                                     | Máramarossziget --- Sighet     |
| Taracviz                                   | Taracköz --- Teresva           |
| Técső                                      | Técső --- Teceu Mare           |
| Tiszavölgy                                 | Rahó --- Rahău                 |
| Visó                                       | Felsővisó --- Vișeu de Sus     |
| Districte urbane (rendezett tanácsú város) |                                |
| Máramarossziget --- Sighet                 |                                |

Localitățile Rahău (Rahiv), Teresva, Teceu Mare (Tiaciv), Hust, Dolha (Dovhe) și Boureni (Mijhirea) sunt în prezent pe teritoriul Ucrainei; Sighet, Ocna Șugatag, Dragomirești și Vișeu de Sus se află în România.